# QuickBASIC
Microsoft QuickBASIC (conegut com a QB o de manera no correcta "QBasic") és un sistema IDE (Integrated Development Environment, en català Entorn integrat de desenvolupament)i Compilador pel sistema de programació BASIC desenvolupat per Microsoft durant els anys '80 (1985-1988). QuickBASIC funciona a través d'MS-DOS, encara que existí una versió per a Mac OS.
Distribuït com aplicació introductòria del sistema de programació BASIC, està lleugerament basat amb el GW-BASIC, però afegeix algunes millores com aquest, com l'interpretador i millores en gràfics.

## Història
Presentada el 18 d'agost del 1985, en disquet de 5,25"; a partir de la versió 2.0 afegeix l'IDE; els usuaris podien editar directament en pantalla gràcies a l'editor de text que tenia. Les línies amb nombres ja no eren necessàries, encara que en opció es podia escriure en aquestes; acceptava saltar línies de codi a través d'etiquetes i en les últimes versions s'afegeix estructures de control i salts de bloc.
El "PC BASIC Compiler" va ser afegit per compilar programes en executables pel DOS; aquest inclou també un interpretador que permet al programador iniciar el programa sense abandonar l'editor de text, en la versió 4.0. També va ser usat per depurar un programa abans de convertir-lo en executable; malauradament existí algun tipus de problema entre l'interpretador i el compilador, amb què alguns cops l'aplicació que iniciava bé en l'interpretador fallava després de ser compilat, o estava a mig compilar.
L'última versió va ser la 4.5 (1988). El desenvolupament del Microsoft BASIC Professional Development System (o PDS) va continuar fins a la versió del QuickBASIC 7.1 (octubre del 1990); la versió bàsica del PDS només corria en OS/2 i la versió QuickBASIC Extended (QBX) corria en MS-DOS.
El successor del QuickBASIC i el Basic PDS és el Visual Basic per MS-DOS 1.0, versió estàndard i professional. Versions posteriors d'aquests ja no oferien suport per aquest sistema operatiu, quedant com a única opció l'entorn Windows.
Els usuaris d'Apple Macintosh van disposar de la versió 1.00 l'any 1988 per a versions Mac OS System 6 i 7.